# Reginald Ruggles Gates
Pour les articles homonymes, voir Gates.
Reginald Ruggles Gates est un botaniste, un généticien et un anthropologue canadien, né le 1er mai 1882 à Middleton en Nouvelle-Écosse et mort le 12 août 1962 à Londres.

## Biographie
Né le 1er mai 1882 à Middleton en Nouvelle-Écosse, Reginald Ruggles Gates est le fils d'A.B. Gates et d'Elizabeth née Ruggles. Il obtient son Bachelor of Sciences à l'Université McGill de Montréal, son Master of Arts à l'Université Mount Allison et son doctorat à l'université de Chicago. Il obtiendra plus tard un doctorat honoraire à l'université de Londres.
Gates est démonstrateur à l'université de Chicago de 1906 à 1908 puis est assistant en 1909. Il est chercheur au Jardin botanique du Missouri de 1910 à 1911. Il enseigne la biologie à l'hôpital St-Thomas de Londres de 1912 à 1914, puis la cytologie au Bedford College de Londres de 1912 à 1914, puis l'hérédité à l'Université d'Oxford en 1914. Il revient aux États-Unis d'Amérique et devient professeur associé de zoologie à l'université de Californie de 1915 à 1916, il enseigne la botanique au King's College de Londres de 1919 à 1921 puis obtient un poste de professeur qu'il occupe de 1921 à 1942, reçoit un titre émérite en 1943, chercheur associé à l'université Harvard de 1946 à 1950. Il se marie avec Laura Greer en 1955.
Il est reçoit la médaille Mendel en 1911 et la médaille Huxley en 1913. Il devient membre de la Royal Society en 1931. Il est membre de nombreuses sociétés savantes comme la Royal Anthropological Institue de 1927 à 1933 puis de 1935 à 1937, de la Société linnéenne de Londres de 1928 à 1932 (il en est vice-président en 1931-1932), la Royal Microscopial Society (il en est le secrétaire de 1928 à 1930 et président de 1930 à 1932), la Society of Experimental Biology (il en est le secrétaire de 1923 à 1928), etc.
Il est notamment l'auteur de The Mutation Factor in Evolution (1915), Mutations and Evolution (1921), Heredity and Eugenics (1923), A Botanist in the Amazon Valley (1927), Heredity in Man (1929), Human Genetics (deux volumes, 1946), Human Ancestry (1947), Pedigrees of Negro Families (1949), etc.
Reginald Ruggles Gates meurt le 12 août 1962 à Londres, à l'âge de 80 ans.